# Hôtel Meliá Paris La Défense

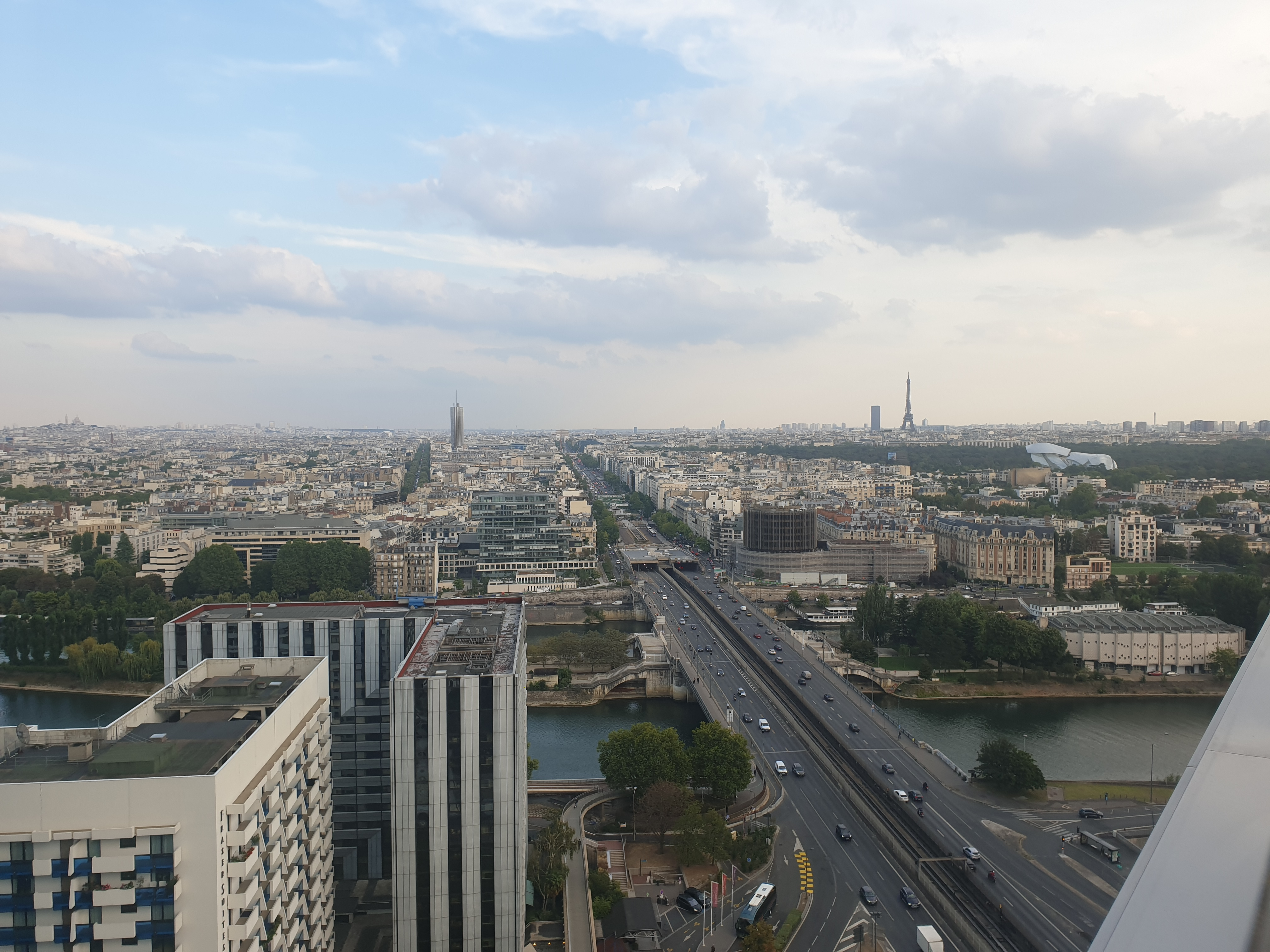
Vista desde el Hotel Melià en La Défense.

El Hôtel Meliá Paris La Défense es un rascacielos del hotel situado en el distrito de negocios de La Défense, cerca de París (precisamente en Courbevoie).
Inaugurada el 16 de febrero de 2015, la torre tiene 82,70 metros de altura.
En el piso 19 hay un bar abierto al público con una vista panorámica de La Défense y París.